# 840-es évek
Évszázadok: 8. század – 9. század – 10. század
Évtizedek: 790-es évek – 800-as évek – 810-es évek – 820-as évek – 830-as évek – 840-es évek – 850-es évek – 860-as évek – 870-es évek – 880-as évek – 890-es évek
Évek: 840 841 842 843 844 845 846 847 848 849